# Podurile (okręg Prahova)
Podurile – wieś w Rumunii, w okręgu Prahova, w gminie Drajna. W 2011 roku liczyła 69 mieszkańców.